# Senzační svět
Senzační svět (v anglickém originále Cool World) je americký akční film z roku 1992. Režisérem filmu je Ralph Bakshi. Hlavní role ve filmu ztvárnili Kim Basinger, Gabriel Byrne, Brad Pitt, Michele Abrams a Deirdre O’Connell.

## Obsazení
| Kim Basinger       | Holli Would        |
| Gabriel Byrne      | Jack Deebs         |
| Brad Pitt          | Frank Harris       |
| Michele Abrams     | Jennifer Malley    |
| Deirdre O’Connell  | Isabelle Malley    |
| Janni Brenn-Lowen  | Agatha Rose Harris |
| Frank Sinatra, Jr. | sebe               |
| Charlie Adler      | Nails              |